# Plutonium-240
Plutonium-240 (240Pu nebo Pu-240) je izotop plutonia vznikající záchytem neutronu z 239Pu. Objeveno bylo na základě svého spontánního štěpení v roce 1944 v Los Alamos a mělo význam pro Projekt Manhattan.
240Pu podléhá v malé, ale významné, míře spontánnímu štěpení. Přítomnost 240Pu omezuje využití plutonia v jaderných zbraních, protože neutrony ze spontánního štěpení vyvolávají předčasnou řetězovou reakci, kde uvolněná energie rozptýlí jádro před dosažením úplné imploze. Většinovým způsobem přeměny je vyzáření částice alfa za vzniku uranu-236.

## Jaderné vlastnosti
62 až 73 % jader 239Pu, která zachytí neutron, se rozštěpí, zbytek vytvoří 240Pu. ČRím déle zůstává jaderné palivo v reaktoru, ím větší je v něm poměrné zastoupení 240Pu.
Izotop 240Pu má podobný účinný průřez pro záchyt tepelných neutronů jako 239Pu (289,5±1,4 oproti 269,3±2,9 barnů), ovšem jeho účinný průřez pro štěpení tepelnými neutrony je malý (0,064 barnů). Když 240Pu zachytí neutron, tak je pravděpodobnost přeměny na 241Pu přibližně 4500krát větší než pravděpodobnost štěpení. Izotopy s lichými nukleonovými čísly snadněji zachytí neutron a následně se rozštěpí, než izotopy se sudými nukleonovými čísly, které se tak v reaktoru hromadí.

## Jaderné zbraně
Příměsi 240Pu v plutoniových jaderných zbaních jsou komplikací a nejvhodnější je čisté 239Pu, a to z těchto důvodů:
- 240Pu má velký podíl spontánního štěpení. Každý neutron, který se dostane do nadkritického jádra, může způsobit okamžitý výbuch, a to i před dosažením optimální konfigurace. Přítomnost 240Pu tak snižuje výkonnost těchto zbraní.[6][3]
- Izotopy za 239Pu vyzařují mnohem více radioaktivního záření, což stěžuje jejich uchovávání.[6] Také uvolňují více tepla, čímž mohou vyvolat fázové změny jádra.[6]

Spontánní štěpení bylo podrobně zkoumáno v projektu Manhattan. Tento jev znemožňoval použití plutonia ve zbraních pistolovitého typu, kde se štěpný materiál do nadkritické hmotnosti dostane za několik millisekund, a vyvolalo potřebu vyvinout implozní zbraně, ve kterých proces trvá mikrosekundy.
I  přesto se přespokládá, že při testu Trinity nečistoty v podobě 240Pu způsobily 12% pravděpodobnost, že bvýbuch nedosáhne maximální síly.
Ke snížení obsahu 240Pu ve zbraňovém plutoniu (méně než 7 % 240Pu) bylo využito jeho přepracování po 90 dnech používání. Tyto rychlé palivové cykly se ukázaly jako nevhodné pro civilní reaktory a obvykle se provádějí pouze v reaktorech určených na výrobu zbraňového plutonia. Plutonium z použitých civiliních reaktorů většinou obsahuje méně než 70 % 239Pu a okolo 26 % 240Pu, se zbytkem tvořeným ostatními izotopy plutonia, což ztěžuje jeho využití ve zbraních. U zbraní vyrobených po 40. letech 20. století ale míra, do které je 240Pu pořekážkou pro výrobu zbraní, je sporná.